# Moovly
Moovly és una empresa que proporciona una plataforma basada en el núvol (SaaS)  que permet als usuaris crear i generar continguts multimèdia: vídeos animats, vídeo-presentacions, infografies animades i qualsevol altre contingut de vídeo que inclou una barreja d'animació i gràfics en moviment.

## Història
Moovly va ser fundada a Bèlgica el novembre de 2012 per Brendon Grunewald i Geert Coppens amb la visió de "convertir-se en la plataforma número u per involucrar la creació de continguts multimèdia personalitzable". La missió de la companyia és "permetre que tothom pugui crear contingut multimèdia atractiu fent-ho assequible, intuïtiu i senzill". La companyia ha experimentat un creixement constant de subscriptors de les corporacions multinacionals, petites i mitjanes empreses, així com institucions educatives .. La companyia va obtenir inicialment diverses rondes d'inversió externa per finançar el seu creixement, i al juliol de 2016, cotitza a la Borsa de Valors de Toronto Venture com Moovly Media Inc, sota el símbol MVY (TSX.V: MVY).

## Producte
Moovly és un núvol de mitjans digitals i conté una plataforma de programari de creació de continguts. El contingut pot ser creat a través de diferents interfícies, incloent l'editor, així com interfícies de generació de vídeos simples i personalitzats.
Usant una combinació d'imatges pujades, vídeos i sons, així com una biblioteca predefinida d'objectes, els usuaris són capaços de reunir ràpidament nous continguts d'animació. Els vídeos finals o les presentacions es poden descarregar com un MP4 per exemple, o publicats en una varietat de plataformes de vídeo.
Moovly ofereix una llicència gratuïta rica en característiques que permet als usuaris crear vídeos animats que poden ser exportats a Facebook i YouTube, així com les llicències de primera qualitat per a l'ús avançat i professional. Els vídeos lliures inclouen la marca Moovly. Com una eina educativa i amb fins educatius, Moovly ofereix llicències específiques.
Les empreses i marques poden utilitzar la seva pròpia biblioteca de gràfics animats, les seves pròpies fonts i joc de colors estàndard.